# Tansar
Tansar (även Tosar) var en zoroastrisk högsta präst (mobadanmobad) som levde under 200-talet e.Kr. Tansar finns inte omnämnd i samtida skrifter, men från senare böcker framgår det att han var en framträdande gestalt i spridningen av zoroastrismen i den sasanidiska dynastin i Persien. Han åtog sig för kungen Ardashir I Papagan uppgiften att samla zoroastrismens heliga texter och sammanställa en kanon.